# Европейский маршрут E14
Европейский маршрут E14 — европейский автомобильный маршрут от Тронхейма, Норвегия, до Сундсвалля, Швеция, общей длиной 461 километр (286 миль).
Маршрут дороги проходит по городам: Тронхейм — Эстерсунд — Сундсвалль. К востоку от Тронхейма дорога проходит через 3928-метров (12 887 футов) туннель Хелль.
После пересечения границы с Норвегией дорога проходит через горный запад Емтланда Швеции, минуя горное озеро Оннсьён.

## Фотографии

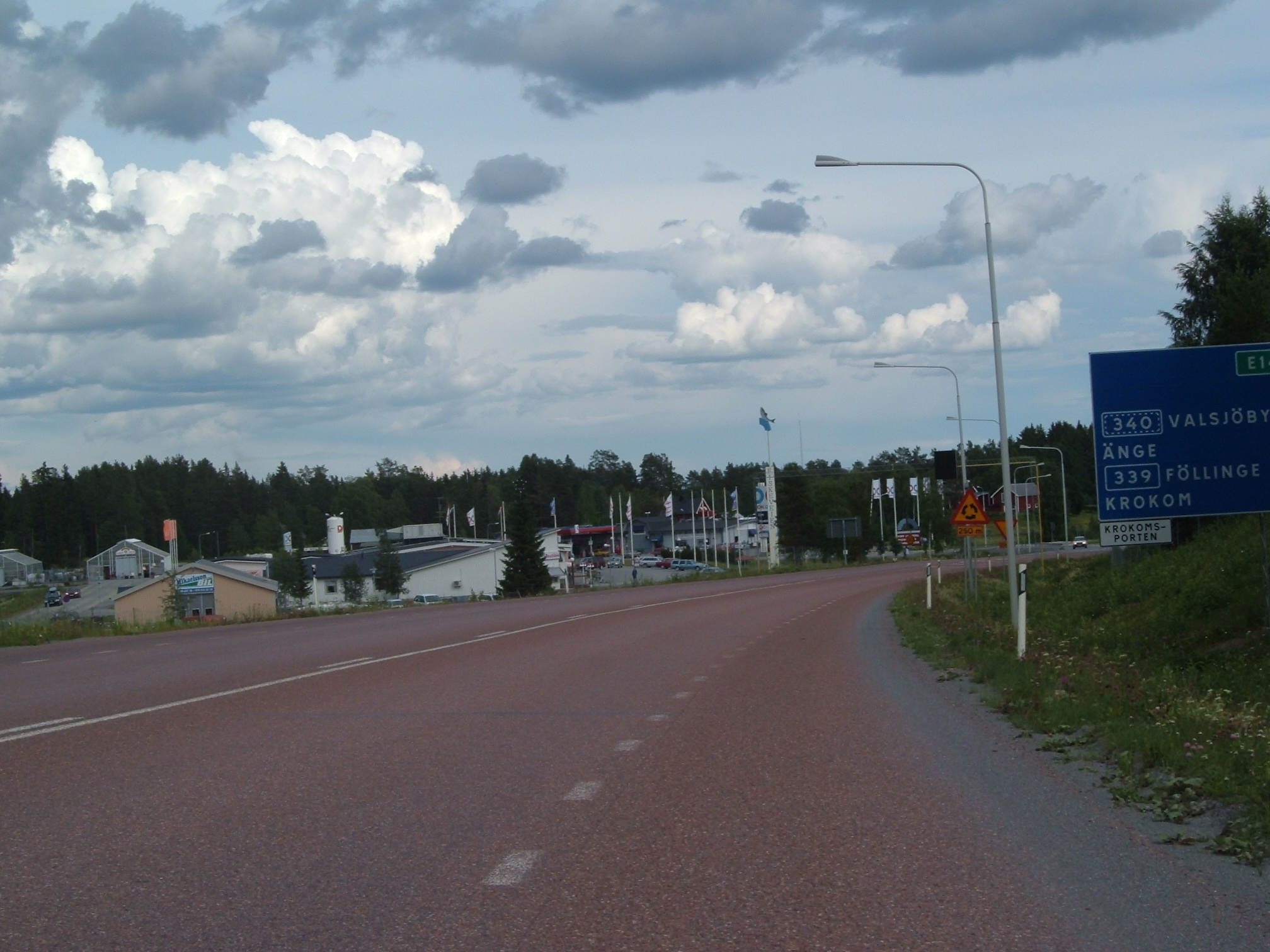
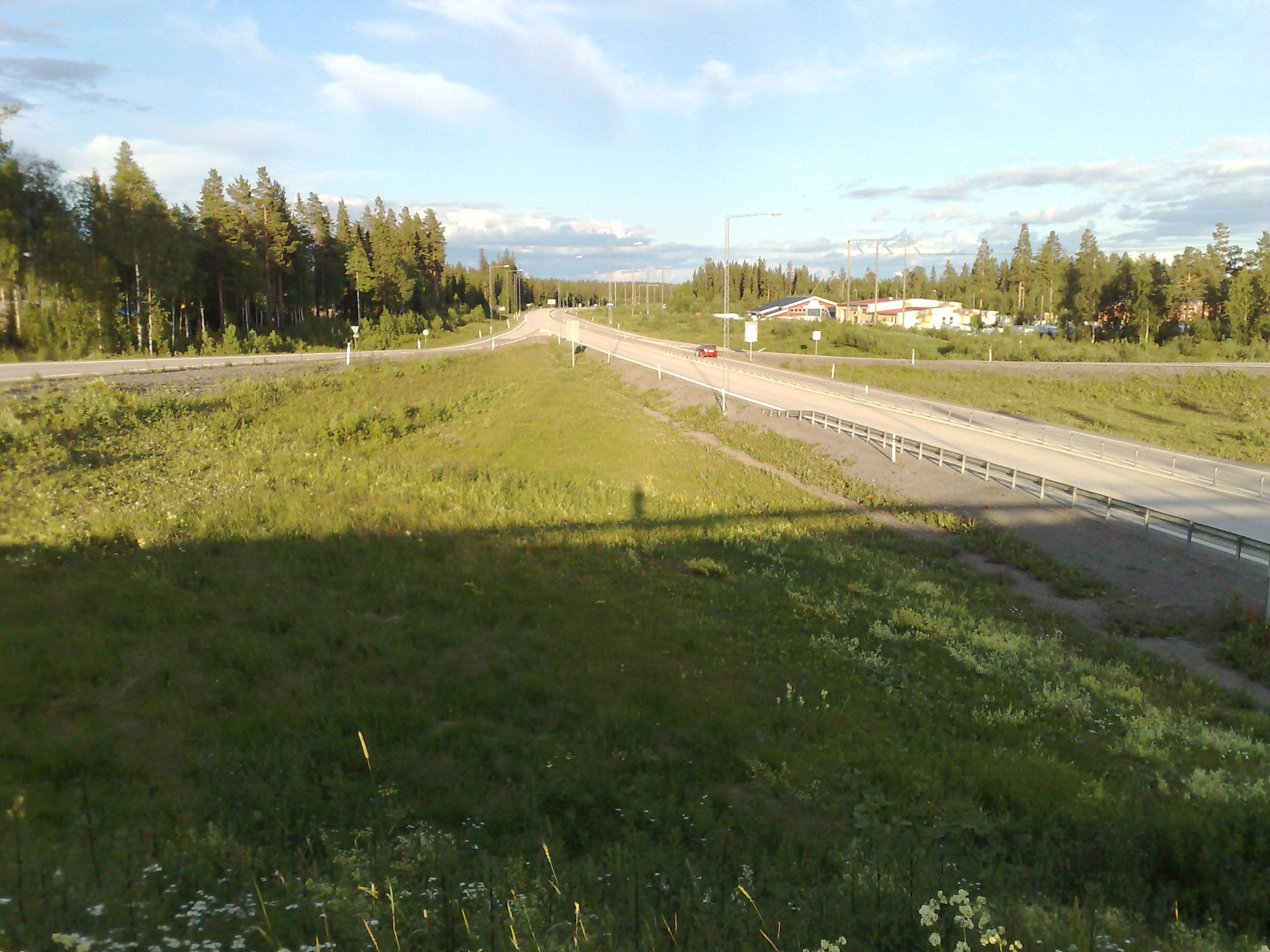
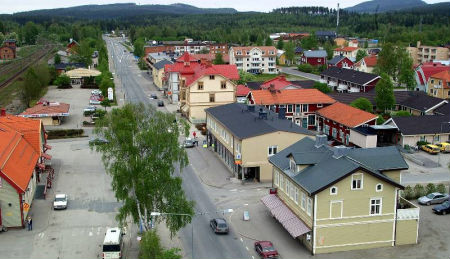